# Burnout 3: Takedown
Burnout 3: Takedown — компьютерная игра в жанре аркадных автогонок с элементами гонок на выживание, разработанная студией Criterion Games и изданная компанией Electronic Arts для приставок Xbox и PlayStation 2 в 2004 году. Игра является третьей частью серии Burnout. Распространением Burnout 3: Takedown в России занималась компания «Софт Клаб».
Как и в предшественниках, в Burnout 3: Takedown игроку предоставлены несколько режимов, которые включают в себя гоночные состязания и задания по уничтожения машин противника или трафика с полным разрушением транспортных средств. Трассы в игре находятся в трёх частях мира — в США, в Европе и на Дальнем Востоке. За прохождение соревнований открываются новые автомобили, трассы и гоночные состязания. Помимо этого, в игре доступен многопользовательский режим на нескольких игроков, а также игра по сети.
Разработка Burnout 3: Takedown началась в 2002 году. Первоначально выход игры планировался на 2003 год для платформ PlayStation 2, Xbox и GameCube, однако из-за банкротства издателя серии, Acclaim Entertainment, был отменён. Тем не менее, студия Criterion Games впоследствии продолжила сотрудничество с компанией Electronic Arts, возобновив разработку игры для приставок PlayStation 2 и Xbox. Burnout 3: Takedown получила всеобщее признание игроков и профессиональной прессы, высоко оценивших игровой процесс, графику, звук и разнообразие режимов.

## Игровой процесс
В игре доступны пять режимов, включая два гоночных и три с авариями. Перед тем, как начинается заезд, игрок выбирают один из доступных автомобилей, у каждого из которых есть показатели скорости и веса. В любом режиме присуждаются медали за определённое количество набранных баллов. Медали нужны для открытия новых треков и машин. У большинства автомобилей можно изменить цвет. Треки расположены в трёх частях мира — в США, в Европе и на Дальнем Востоке.
В гоночных режимах игрок заполняет индикатор ускорения (Boost) ездой по встречной полосе (избегая столкновения с трафиком), скольжением на поворотах, полётом и выбивая машины соперников (так называемый Takedown). В режиме гонки («Race») цель — выиграть заезд как в любой гоночной игре, а в «Road Rage» игрок должен разбить установленное количество управляемых компьютером противников.
В режиме аварии («Crash») игрок должен ехать на высокой скорости в направлении встречного движения и пытаться нанести максимальный ущерб транспортному потоку в денежном эквиваленте подрывом своего автомобиля, собирая деньги и множительные бонусы. Все три режима аварий очень схожи. В некоторых игрок едет один, в других как команда с общим счетом и так далее, но цель — максимальный ущерб — остаётся той же.
Burnout 3 включает 173 события в одиночном режиме и 67 машин, которые можно открыть, в том числе городские автобусы, грузовики с кабиной, пожарную машину и мусоровоз для использования в режиме аварий. Был доступен онлайн-режим, в котором до шести игроков могли соревноваться в гонке, и восемь игроков — в режиме аварий. В онлайн-гонках агрессия снизилась по сравнению с одиночной игрой. Гонщики должны сосредоточиться на хороших заносах и избегать трафика, а не только оппонентов для того, чтобы выиграть. Существует вариант гонок («Road Rage»), где игроки делятся на две команды. Синяя команда получает три секунды форы и должна ехать определенное количество миль, не будучи устранена выбиванием с трассы. Красная команда пытается выбить машины синей команды, не позволив ей добраться до финиша. 15 апреля 2010 года ЕА решила завершить работу онлайн-серверов. Сервис Xbox Live для оригинальной Xbox был полностью закрыт в тот же день.

## Саундтрек
Лицензированный лейблом EA Trax саундтрек Burnout 3: Takedown включает 44 вокальных композиции в жанре рок от таких известных исполнителей и групп, как Amber Pacific, Ash, Fall Out Boy и многих других. Все они звучат на «Crash FM» — внутриигровом радио, отдельные треки которого можно настроить по желанию — везде, только в гонках, только в меню, либо выключить. Кроме того, версия Burnout 3: Takedown для Xbox имеет поддержку пользовательской музыки.
1. No Motiv[англ.] — "Independence Day"
2. Amber Pacific — "Always You"
3. The Ordinary Boys[англ.] — "Over the Counter Culture"
4. Funeral for a Friend — "Rookie of the Year"
5. Chronic Future — "Time and Time Again"
6. Franz Ferdinand — "This Fire"
7. The Von Bondies — "C'mon C'mon"
8. Ramones — "I Wanna Be Sedated"
9. Autopilot Off[англ.] — "Make a Sound"
10. Ash — "Orpheus"
11. Yellowcard — "Breathing"
12. Pennywise — "Rise Up"
13. Fall Out Boy — "Reinventing the Wheel to Run Myself Over"
14. The F-Ups[англ.] — "Lazy Generation"
15. The Lot Six — "Autobrats"
16. Sahara Hotnights[англ.] — "Hot Night Crash"
17. Eighteen Visions[англ.] — "I Let Go"
18. Donots[англ.] — "Saccharine Smile"
19. From First To Last — "Populace in Two"
20. Sugarcult[англ.] — "Memory"
21. Finger Eleven — "Stay in Shadow"
22. Reggie and the Full Effect[англ.] — "Congratulations Smack And Katy"
23. Local H — "Everyone Alive"
24. Maxeen — "Please"
25. New Found Glory — "At Least I'm Known for Something"
26. My Chemical Romance — "I'm Not Okay (I Promise)"
27. Go Betty Go[англ.] — "C'mon"
28. Moments in Grace[англ.] — "Broken Promises"
29. Midtown[англ.] — "Give It Up"
30. 1208 — "Fall Apart"
31. Motion City Soundtrack — "My Favorite Accident"
32. Rise Against — "Paper Wings"
33. The Bouncing Souls[англ.] — "Sing Along Forever"
34. The Matches[англ.] — "Audio Blood"
35. Silent Drive —"4/16"
36. The Explosion[англ.] — "Here I Am"
37. The D4 —"Come On!"
38. The Mooney Suzuki[англ.] — "Shake That Bush Again"
39. Mudmen — "Animal"
40. The Futureheads — "Decent Days and Nights"
41. Burning Brides[англ.] — "Heart Full Of Black"
42. Atreyu — "Right Side of the Bed"
43. Letter Kills[англ.] — "Radio Up"
44. Jimmy Eat World — "Just Tonight..."

## Оценки и мнения
| Сводный рейтинг       | Сводный рейтинг | Сводный рейтинг |
| Издание               | Оценка          | Оценка          |
| Издание               | PS2             | Xbox            |
| --------------------- | --------------- | --------------- |
| GameRankings          | 93,32 %         | 93,06 %         |
| Game Ratio            | 93 %            | 94 %            |
| Metacritic            | 93/100          | 94/100          |
| MobyRank              | 91/100          | 91/100          |
| Иноязычные издания    |                 |                 |
| Издание               | Оценка          | Оценка          |
| Издание               | PS2             | Xbox            |
| 1UP.com               | A-              | A-              |
| AllGame               | [ 9 ]           | [ 10 ]          |
| Edge                  | 9/10            | 9/10            |
| EGM                   | 9,17/10         | 9,17/10         |
| Eurogamer             |                 | 9/10            |
| G4                    |                 | 5/5             |
| Game Informer         | 9,25/10         | 9,25/10         |
| GamePro               | [ 15 ]          | [ 16 ]          |
| GameRevolution        | B+              | A-              |
| GameSpot              | 9/10            | 9,5/10          |
| GameSpy               | [ 21 ]          | [ 22 ]          |
| GameZone              | 9,2/10          | 9,3/10          |
| IGN                   | 9,4/10          | 9,5/10          |
| OPM                   | 5/5             |                 |
| OXM                   |                 | 9,3/10          |
| PALGN                 |                 | 9/10            |
| Play (UK)             | B               | B               |
| TeamXbox              |                 | 9,6/10          |
| VideoGamer            | 9/10            | 9/10            |
| XboxAddict            |                 | 84 %            |
| Русскоязычные издания |                 |                 |
| Издание               | Оценка          | Оценка          |
| Издание               | PS2             | Xbox            |
| «Страна игр»          | 9/10            | 9/10            |

Burnout 3: Takedown получила множество восторженных отзывов от критиков и журналистов, и по оценкам является одной из лучших гоночных видеоигр в истории. На сайте Metacritic версия для Xbox имеет средний рейтинг 94 балла из 100 возможных и для PlayStation 2 — 93 балла из 100, а на GameRankings — 93,06 % для Xbox и 93,32 % для PlayStation 2. Burnout 3: Takedown получила 33 награды, из них 19 — игра года и лучшая игра.
Burnout 3: Takedown получила премию BAFTA в области игр 2005 года в номинациях «PS2», «Racing» и «Technical Direction».